# Онсе Кальдас
«О́нсе Ка́льдас» (ісп. Once Caldas S. A.) — колумбійський футбольний клуб з Манісалеса. Заснований 17 березня 1959 року.

## Досягнення
- Чемпіон Колумбії (4): 1950, 2003 А, 2009 А, 2010 Ф
- Володар Копа Лібертадорес (1): 2004